# 카를로스 바카
카를로스 아르투로 바카 아우마다(스페인어: Carlos Arturo Bacca Ahumada, 1986년 9월 8일 ~ )는 콜롬비아의 축구 선수이며 포지션은 스트라이커이다. 현재는 카테고리아 프리메라 A의 후니오르에서 뛰고 있다.

## 수상
- 아틀레티코 후니오르 (2009 ~ 2012)
- 콜롬비아 카테고리아 프리메라 A : 2011
- 세비야 FC (2013 ~ 2015) UEFA 유로파리그 : 2013-14 , 2014-15
- 비야레알 CF UEFA 유로파리그 : 2020-21